# Hochdipoltsberg
Hochdipoltsberg ist eine Rotte in der Gemeinde Diersbach in Oberösterreich (Bezirk Schärding). Der Ort wurde 1981 von 30 Personen bewohnt und gehört zur Ortschaft Bartenberg.

## Geographie
Hochdipoltsberg ist eine Rotte der Gemeinde Diersbach, die rund fünf Kilometer ostnordöstlich des Ortszentrums von Diersbach entfernt im östlichen Bereich des Gemeindegebietes liegt. Hochdipoltsberg ist dabei Teil der Katastralgemeinde Angsüss und liegt auf einer Anhöhe. Der Ortsteil wird im Norden und Süden von Wald umgeben, im Westen führt eine Straße zum Ortsteil Hochegg, im Osten eine zur Ortschaft Dürnberg. Weitere Nachbarorte sind Bartenberg im Norden und Mitterndorf im Westen. Hochdipoltsberg ist vom Ortszentrum von Diersbach über die Diersbacher Bezirksstraße (L 1170) und in der Folge über eine Gemeindestraße erreichbar. Weitere Landesstraßen in nächster Nähe der Ortschaft sind die östlich vorbeilaufende Sighartinger Bezirksstraße (L 1139) und die südöstlich verlaufende Enzenkirchener Bezirksstraße (L 1135).

## Geschichte und Bevölkerung
Hochdiepoltsberg entstand erst in der zweiten Hälfte des 19. Jahrhunderts als Teil von Bartenberg, als sich auf dem ehemaligen Gebiet des Maiergutes mehrere Kolonisten ansiedelten. Bartenberg wurde 1960 zur Pfarre Kopfing ausgepfarrt.
Hochdipoltsberg wurde lange Zeit von den Statistikern bei Bartenberg mitgezählt und nur fallweise als eigener Ortsteil ausgewiesen. 1923 umfasste die Rotte Hochdipoltsberg acht Häuser und 54 Einwohner. 1951 hatte Hochdipoltsberg acht Gebäude mit 39 Einwohnern, 1971 wies der Ort neun Häuser und 44 Einwohner auf. 1981 hatte Hochdipoltsberg immer noch neun Gebäude mit 30 Einwohnern.